# Kakirit

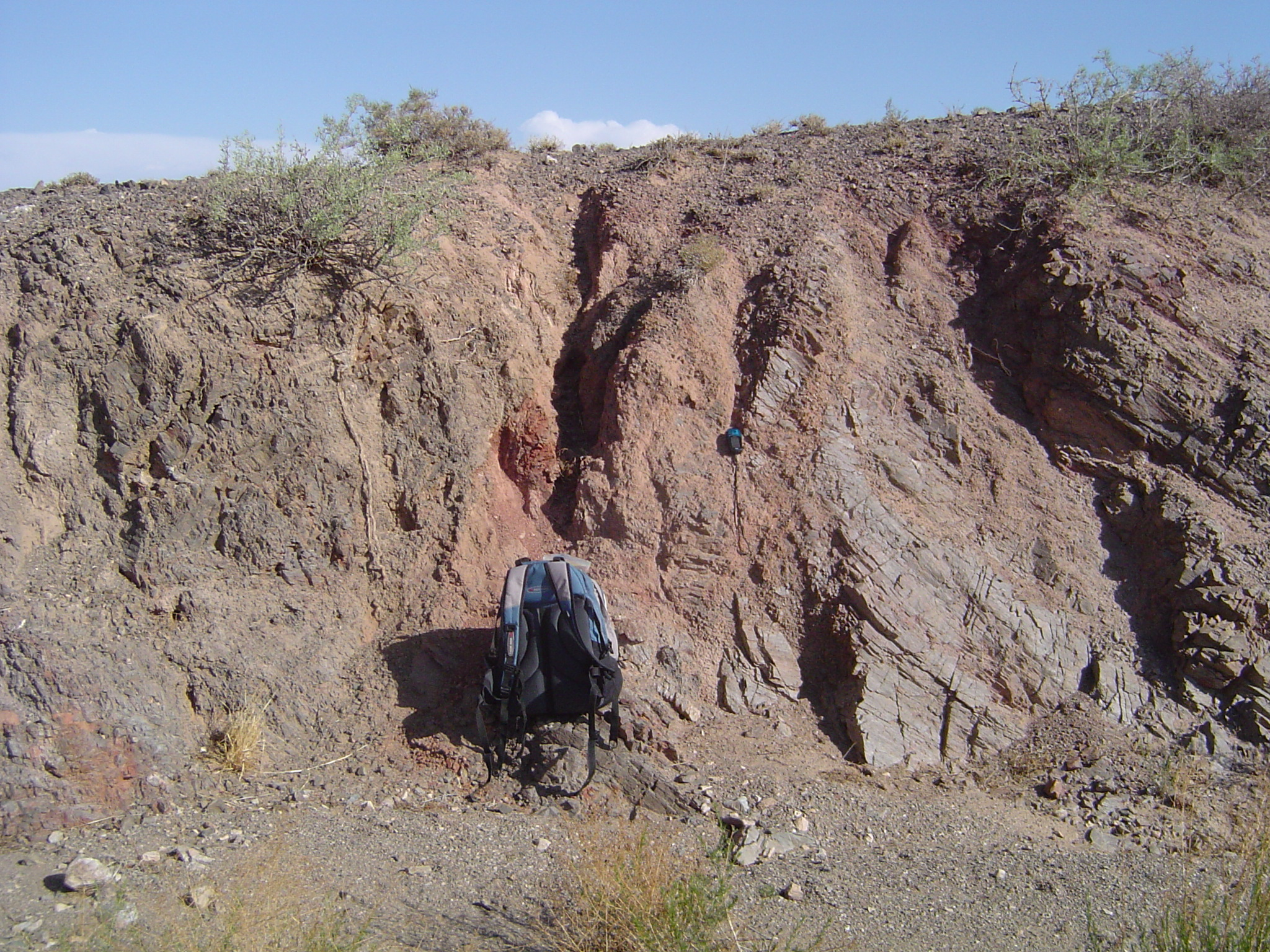
Senkrecht stehende Störungsfläche (über dem Rucksack) mit lachsfarbenem Kakirit

Kakirite (benannt nach dem nordschwedischen See Kakir, Bezeichnung von Fredrik Svenonius 1900 eingeführt) sind primäre Lockergesteine mit richtungslos-chaotischem Gefüge, die durch bruchhafte Deformation infolge tektonischer Beanspruchung entstanden sind. Kakirite und genetisch ähnliche Gesteine werden unter dem Oberbegriff Gesteine mit Verformungsgefüge oder Kataklastische Gesteine zusammengefasst.

## Entstehung
Infolge tektonischer Vorgänge entstehen bei relativ niedrigen Temperaturen diskrete Bruchflächen im Gebirge, sogenannte Störungs- oder Verwerfungsflächen. Durch die Bewegungen wird das Gestein an den Verwerfungsflächen bisweilen stark mechanisch beansprucht. Dadurch kann es fragmentiert und regelrecht zermahlen werden. Kakirit entsteht bei niedrigen Temperaturen in relativ geringer Krustentiefe. Er kann durch Abscheiden von Kalziumkarbonat, Kieselsäure oder Eisenoxiden und -hydroxiden aus in der Verwerfungszone zirkulierenden wässrigen Lösungen im Laufe der Zeit sekundär verfestigt (zementiert) werden. In größeren Tiefen, wo die Gesteinsplastizität aufgrund höherer Temperaturen zunimmt und zudem auch dynamische Rekristallisation an der Ausbildung des kataklastischen Gefüges beteiligt ist, entsteht anstelle des Kakirits ein Kataklasit. In noch größeren Tiefen, bei noch höheren Temperaturen entsteht Mylonit, der als Unterscheidungsmerkmal zu Kakirit und Kataklasit stets eine Foliation („Schieferung“) aufweist.

## Eigenschaften und Klassifizierung
Die Bezeichnung Kakirit bezieht sich ausschließlich auf Gefüge, Kornbindung und Genese des Gesteins und ist faktisch unabhängig vom Mineralbestand. Kakirit liegt typischerweise in Form einer unzementierten Brekzie mit einem gewissen Anteil an Gesteinsmehl-Matrix vor. Ist der Matrixanteil relativ gering, spricht man von einer tektonischen Brekzie, wenn die Mehrheit der Gesteinsbruchstücke relativ groß (im dm- und cm-Bereich) ist, und von einer Bruchbrekzie oder Ruscheln, wenn die Mehrheit der Bruchstücke kleiner (im cm- und mm-Bereich) sind. Überwiegt feines und sehr feines Material, spricht man von Gesteinsmehl oder Störungsletten (Letten = tonig-lehmiges Gestein; englisch: fault gouge).

## Bedeutung für die Geotechnik
Kakirit bereitet wegen seiner Weichheit und Unberechenbarkeit im Bergbau oder Tunnelbau den Bergleuten oder Mineuren oft weit mehr Probleme als die härtesten Gesteinsformationen.
Schlagzeilen machten Kakiritvorkommen zuletzt 2004 bis 2005 beim Bau des Gotthard-Basistunnels. Nachdem besonders harte Gesteinsformationen die Werkzeuge der Tunnelbauer übers Maß beanspruchten, erforderte die Durchdringung einer nachfolgenden Kakiritzone umfangreiche Sicherungsmaßnahmen.